# Мангутское сельское поселение (Омская область)
Мангутское се́льское поселе́ние — муниципальное образование в Называевском районе Омской области Российской Федерации.
Административный центр — село Мангут.

## История
Статус и границы сельского поселения установлены Законом Омской области от 30 июля 2004 года № 548-ОЗ «О границах и статусе муниципальных образований Омской области».

## Население
| 2010  | 2011  | 2012  | 2013  | 2014  | 2015  | 2016  |
| ----- | ----- | ----- | ----- | ----- | ----- | ----- |
| 1417  | ↘1412 | ↘1364 | ↘1319 | ↘1268 | ↘1228 | ↘1197 |
| 2017  | 2018  | 2019  | 2020  | 2021  | 2023  |       |
| ↘1171 | ↘1134 | ↘1104 | ↘1081 | ↘844  | ↘799  |       |

## Состав сельского поселения
| № | Населённый пункт | Тип населённого пункта       | Население |
| - | ---------------- | ---------------------------- | --------- |
| 1 | № 45             | железнодорожный путевой пост | ↘36       |
| 2 | № 46             | железнодорожный путевой пост | ↘32       |
| 3 | Бостандык        | аул                          | ↘26       |
| 4 | Бузан            | деревня                      | ↘60       |
| 5 | Котино           | деревня                      | ↘100      |
| 6 | Мангут           | село, административный центр | ↘1149     |
| 7 | Мариинка         | деревня                      | ↘10       |
| 8 | Стрункино        | деревня                      | ↘4        |